# Amatersko prvenstvo Francije 1957
Amatersko prvenstvo Francije 1957 v tenisu.

## Moški posamično
Sven Davidson :  Herbert Flam  6-3, 6-4, 6-4

## Ženske posamično
Shirley Bloomer :  Dorothy Knode  6-1, 6-3

## Moške dvojice
Malcolm Anderson /  Ashley Cooper :  Don Candy /  Mervyn Rose  6–3, 6–0, 6–3

## Ženske dvojice
Shirley Bloomer /  Darlene Hard :  Yola Ramírez /  Rosie Reyes 7–5, 4–6, 7–5

## Mešane dvojice
Věra Pužejová /  Jirí Javorský :  Edda Buding /  Luis Ayala  6–3, 6–4